# جان بنت (بازیکن فوتبال، زاده ۱۹۴۹)
جان بنت (انگلیسی: John Bennett؛ زادهٔ ۱۵ مهٔ ۱۹۴۹) بازیکن فوتبال اهل بریتانیا است.
از باشگاه‌هایی که در آن بازی کرده‌است می‌توان به باشگاه فوتبال چلمزفورد سیتی اشاره کرد.